# 850 meters
850 meters is een Belgische korte film uit 2013. Deze animatiefilm werd geproduceerd van 2009 tot 2013 en kreeg later ook een spin-off genaamd Mijn ridder en ik.

## Verhaal
Deze film gaat over een klungelige ridder op zoek naar roem. Hij vindt vervolgens een toren waarin een prinses zit opgesloten. De prinses is echter lelijk en vertelt hem dat er een draak de toren bewaakt. Ook vertelt ze hem dat de draak bang is van een onoverwinnelijk zwaard en dat het zwaard ook een vloek kan verbreken waardoor de prinses weer mooi wordt. Vervolgens gaat de ridder op weg. Op de bodem van een ravijn vindt hij een kompas dat naar het zwaard wijst. Hierop vindt hij het zwaard aan de andere kant van het ravijn, maar de ridder krijgt het zwaard niet los. Na een aantal pogingen omklemt het zwaard de hand van de ridder waarop de draak nadert. De draak trekt dan aan de ridder zijn been en laat hem dan los waardoor de ridder in de lucht gelanceerd wordt. Hij landt tegen een steen waarna hij de prinses naast hem ziet liggen. De prinses blijkt een handpop van een andere draak te zijn en een aantal draken naderen vervolgens de steen. Op de steen staat de tekst 850 meters waarop de draken blij zijn met hun record. Het bleek namelijk allemaal een spel te zijn van die draken.

## Prijzen
| Jaar | Prijs                                             | Categorie                      | Uitslag  |
| ---- | ------------------------------------------------- | ------------------------------ | -------- |
| 2013 | Mundos Digitales International Animation Festival | Audience Award                 | Gewonnen |
| 2014 | Anima Festival                                    | National Short Film Award BeTV | Gewonnen |

## Spin-off: Mijn ridder en ik (2016-heden)
Mijn ridder en ik is een Frans-Belgische animatieserie gebaseerd op deze korte film.